# Żabia Wola (gmina Głusk)
Żabia Wola – wieś w Polsce położona w województwie lubelskim, w powiecie lubelskim, w gminie Głusk. Leży w dolinie Czerniejówki na prawym brzegu rzeki
W latach 1975–1998 miejscowość należała administracyjnie do województwa lubelskiego.
Wieś stanowi sołectwo gminy Głusk.  Według Narodowego Spisu Powszechnego z roku 2011 wieś liczyła 225 mieszkańców.

## Historia
Pierwsza wzmianka o wsi pochodzi z roku 1786, jako o drewnianym folwarku należącym do Andrzeja Koźmiana i Floriana Kiełczewskiego. Zachowały się plany uwłaszczeniowe z roku 1870. Prawdopodobnie nie doszły do skutku.